# یوری خاچاتوروف
یوری خاچاتوروف (ارمنی: Յուրի Խաչատուրով؛ زادهٔ ۱ مهٔ ۱۹۵۲) یک سیاست‌مدار اهل ارمنستان است.
وی همچنین برندهٔ جوایزی همچون مدال مارشال باقرامیان، مدال آندرانیک اوزانیان، نشان وارتان مامیکونیان مقدس، قهرمان آرتساخ و نشان صلیب رزمی (ارمنستان) درجه دو شده‌است.